# TrueNAS
TrueNAS는 iXsystems가 개발하고, FreeBSD, 리눅스에 기반을 두고 OpenZFS 파일 시스템을 사용하는 자유-오픈 소스 네트워크 결합 스토리지(NAS) 운영체제의 브랜드이다. BSD 허가서로 라이선스되며 x86-64 하드웨어에서 구동된다.
TrueNAS에는 무료 공개판(TrueNAS CORE - 이전 이름: FreeNAS)와 상용 버전(TrueNAS Enterprise), 리눅스 버전(TRueNAS SCALE)이 있다. 앞서 언급된 버전에 기반하여 소형 홈 시스템에서부터 대형 페타바이트 어레이에 이르는 하드웨어 또한 제공한다.
TrueNAS는 SMB, AFP, NFS, iSCSI, SSH, rsync, FTP/TFTP 프로토콜을 사용하여 마이크로소프트 윈도우, macOS, 유닉스 클라이언트 및 다양한 가상화 호스트(젠서버, VM웨어)를 지원한다.

## 용도
- 소호 (오피스), 중소기업, 기업 파일 서버
- 가상화 서버 스토리지 지원
- DLNA 장치의 미디어 센터 오디오/비디오 서비스 및 스트리밍

## 같이 보기
- 오픈미디어볼트
- 오픈필터
- OpenWrt